# Podunavlje
Podunavlje (Servisch: Подунавски управни округ, Podunavski upravni okrug) is een administratief district in Centraal-Servië. De hoofdstad is Smederevo.

## Gemeenten
Podunavlje bestaat uit de volgende gemeenten:
- Smederevo
- Smederevska Palanka
- Velika Plana

## Bevolking
De bevolking bestaat uit de volgende etnische groepen:
- Serven: 202.008 (96,1 %)
- Roma: 2541 (1,2 %)